# Le Comte Max
Pour les articles homonymes, voir Il conte Max.
Pour plus de détails, voir Fiche technique et Distribution.
Le Comte Max (Il conte Max) est une comédie romantique franco-italienne réalisée par Christian De Sica et sortie en 1991.
Il s'agit d'un remake du film Madame, le Comte, la Bonne et moi de 1957, qui était lui-même un remake du film Monsieur Max de 1937. Les deux films étaient interprétés par Vittorio De Sica, le père de Christian De Sica.

## Synopsis
Alfredo est un grossier réparateur de motos romain, ami du comte Max, gentilhomme sans le sou et ancien glouton. Ce dernier invite Alfredo dans sa résidence de Campo de' Fiori et lui apprend l'étiquette, la langue française et à jouer au poker. Les rires commencent lorsqu'Alfredo rencontre et poursuit la belle Isabella Matignon à Paris.

## Fiche technique
- Titre français : Le Comte Max[1]
- Titre original italien : Il conte Max[2]
- Réalisateur : Christian De Sica
- Scénario : Christian De Sica, Age, Gianfilippo Ascione, Adriano Incrocci
- Photographie : Sergio Salvati
- Montage : Renato Crociani
- Musique : Manuel De Sica
- Production : Gepy Mariani
- Sociétés de production : Produttori Associati, Vittoria Cinematografica
- Pays de production :  Italie -  France
- Langue originale : italien
- Format : couleurs
- Durée : 88 minutes
- Genre : comédie romantique
- Date de sortie :
  - Italie : 28 septembre 1991
  - France : 1992 (visa délivré le 26 novembre 1992[1])

## Distribution
- Christian De Sica : Alfredo / Comte Max
- Ornella Muti : Isabella Matignon
- Galeazzo Benti : Comte Max
- Alain Flick : Pierre Dellafont
- Antonello Fassari : Cesare
- Angelo Bernabucci : Seigneur romain de la place
- María Mercader : la mère de Pierre
- Maurizio Fabbri Faciolo
- Bruno Corazzari : Georges
- Karen Moore Angelita
- Françoise Brion : L'invitée de Pierre
- Rosa Miranda Jean
- Raffaella Davi : Marisa
- Lucia Stara : Patrizia
- Egon von Fürstenberg : lui-même
- Jacques Stany : Le concierge de l'hôtel
- John Karlsen : Majordome
- Anita Ekberg : Marika